# Cyanopterus ornaticollis
Cyanopterus ornaticollis är en stekelart som först beskrevs av Cameron 1905.  Cyanopterus ornaticollis ingår i släktet Cyanopterus och familjen bracksteklar. Inga underarter finns listade i Catalogue of Life.